# Charles Atkinson-Grimshaw
Charles Richard Atkinson-Grimshaw (17 december 1877 - 14 oktober 1933) was een Engels voetballer en atleet. Hij werd tweemaal Belgisch kampioen voetbal en veroverde op drie verschillende nummers drie Belgische atletiektitels.

## Biografie
Charles Atkinson-Grimshaw begon zijn voetbalcarrière in 1895 bij Club Brugge. Na één seizoen verhuisde hij naar A.&R.C. Brussel. In 1898 keerde hij voor één seizoen terug naar Brugge. Daarna vertrok hij naar Racing Club Brussel. Hij werd topscorer en landskampioen. In het voorjaar van 1901 werd hij gemobiliseerd voor de Boerenoorlog. Hij keerde pas in 1905 terug naar Brussel. In het seizoen 1905-1906 speelde hij voor de derde keer voor Club Brugge. 
Als atleet werd Atkinsin-Grimshaw in 1900 Belgisch kampioen op de 110 m horden, het verspringen en het hoogspringen. 
Na zijn carrière verhuisde hij naar Italië.

## Belgische kampioenschappen
Voetbal
1899-1900, 1900-1901
Atletiek
| onderdeel    | jaar |
| ------------ | ---- |
| 110 m horden | 1900 |
| verspringen  | 1900 |
| hoogspringen | 1900 |

## Palmares

### Voetbal
- 1899-1900: Belgisch landskampioen
- 1899-1900: Belgisch topscorer
- 1900-1901: Belgisch landskampioen

### Atletiek

#### 110 m horden
- 1900:  BK AC - 17,2 s

#### hoogspringen
- 1900:  BK AC - 1,58 m

#### verspringen
- 1900:  BK AC - 5,54 m